# Enllaç C-Ag
Els compostos d'organoplata (o compostos orgànics de la plata) són compostos químics que contenen un enllaç químic entre carboni (C) i plata (Ag) (enllaç C-Ag). La química de l'organoplata és la ciència corresponent que explora les propietats, l'estructura i la reactivitat d'aquests compostos. El tema està menys desenvolupat que en la química de l'organocoure.

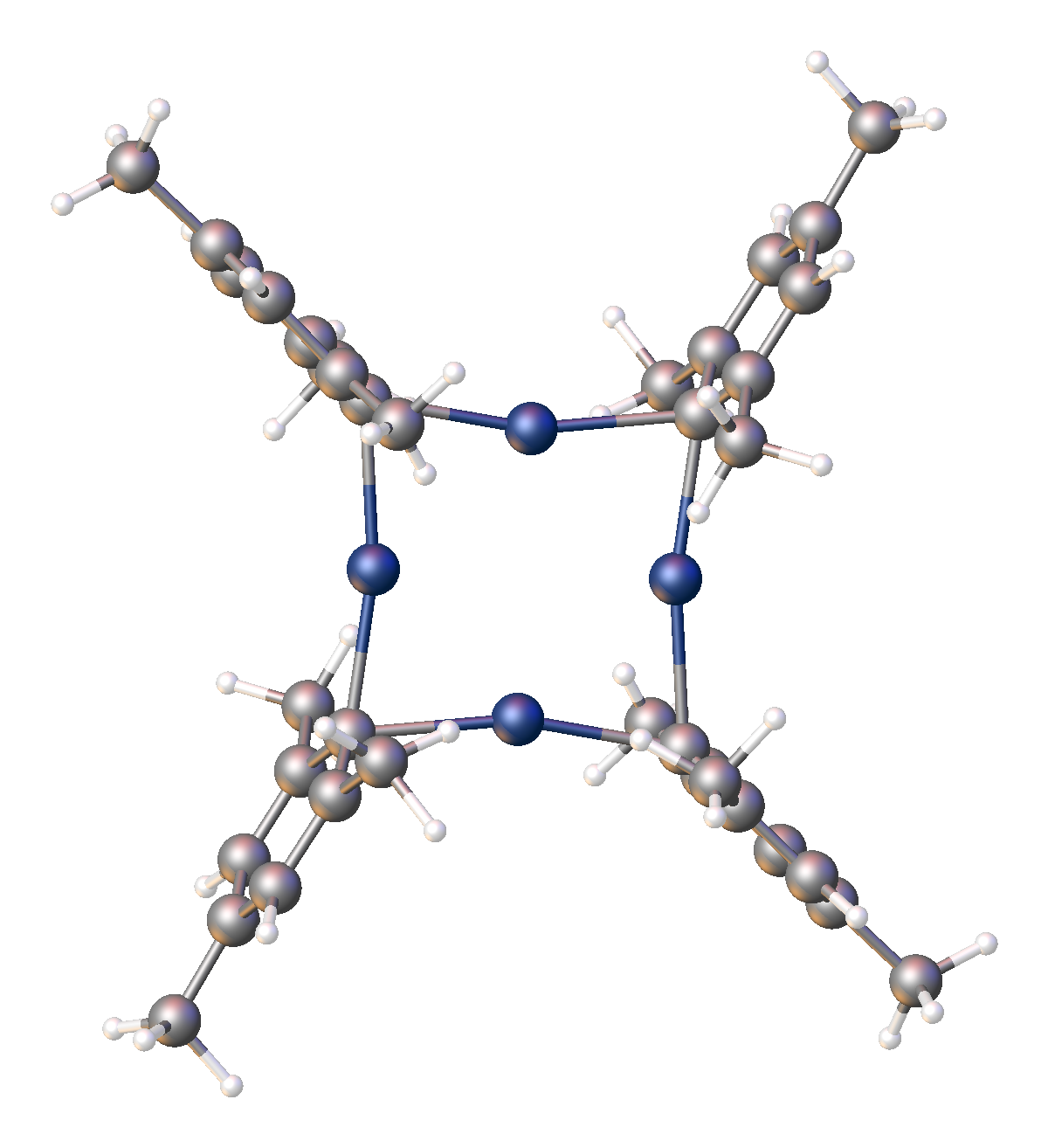
Estructura del tetràmer de mesitil de plata

Els primers intents d'obtenir d'organoplata van ser registrats per Buckton el 1859 i per J. A. Wanklyn & L. Carius el 1861. La síntesi de metil plata va ser descrita per Semerano i Riccoboni. La mala estabilitat tèrmica es reflecteix en les temperatures de descomposició d'AgMe (-50 °C) vers CuMe (-15 °C) i PhAg (74 °C) vers PhCu (100 °C).

## Derivats alquil, alquenil i aril
El fenilplata es pot obtenir per reacció del nitrat de plata amb un trialquilfenil o difenilzinc:
Ph₂Zn + AgNO₃ → PhAg + "PhZnNO₃"
Com tots els complexos de plata, els compostos d'organoplata tenen un nombre de coordinació ≥2. Per exemple, el mesitilplata és un tetràmer amb centres Ag(I) de 2 coordenades. Es produeix per reacció del clorur de plata i el reactiu de Grignard:
AgCl + (CH₃)₃C₆H₂MgBr → 1/4 [(CH₃)₃C₆H₂Ag]₄ + MgClBr
La plata forma complexos amb ilurs de fòsfor com el metiletrifenilfosforà:
AgCl + Ph₃P=CH₂ → AgCl(Ph₃P=CH₂)
Els compostos d'alquenilplata també són més estables que els seus homòlegs d'alquilplata. El vinilplata es pot obtenir per reacció de nitrat de plata amb tetravinilplom:
AgNO₃ + (CH₂=CH)₄Pb → (CH₂=CH)Ag + (CH₂=CH)₃PbNO₃

### Derivats de fluoroalquil i fluoroalquenil
Seguint les tendències establertes, els derivats perfluorats de la plata d'alquil i alquenil presenten una estabilitat tèrmica important. Els derivats d'un alquenil es generen mitjançant l'addició de fluorur de plata a hexafluorobutí i tetrafluoroal·lè.
AgF + CF₂=CF(CF₃) → AgCF(CF₃)₂
Els compostos d¡organoplata solen tenir l'estat d'oxidació +1. Una excepció notable és Ag(CF₃)₄−.

## Complexos de carbè i CO
La plata forma complexos relativament fràgils amb CO, inclòs el [Ag(CO)n]+ (n = 1, 2, 3).
Els complexos plata-NHC són nombrosos. Alguns s'utilitzen habitualment per preparar altres complexos NHC desplaçant lligands làbils. Per exemple, la reacció del complex bis(NHC)plata(I) amb diclorur de bis(acetonitril)pal·ladi o cloro(sulfur de dimetil)or(I):

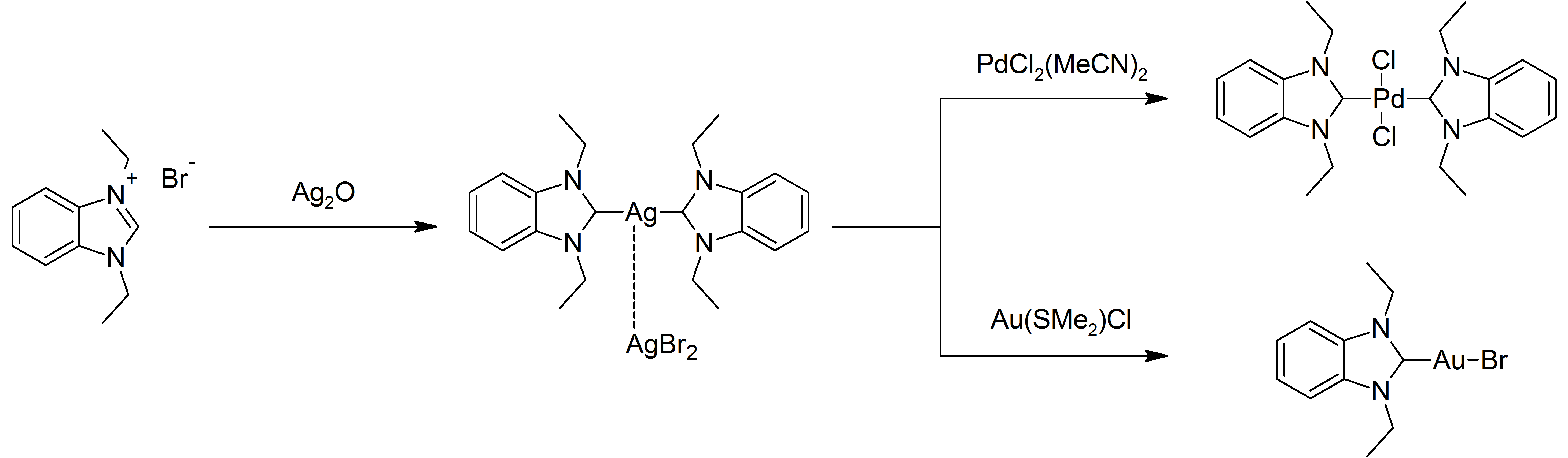
L'Ag-NHC és un agent de transmetal·lació de carbè

## Complexos alquens
Igual que altres ions metàl·lics pesants d¹⁰, Ag+ té una afinitat pronunciada pels alquens. La capacitat de la plata per formar complexos d'alquens s'ha explotat durant molt de temps en la separació d'alquens per «cromatografia d'argentació», que utilitza un suport que conté sals de plata. L'il·lustratiu és [Ag(C₂H₄)₃]+.

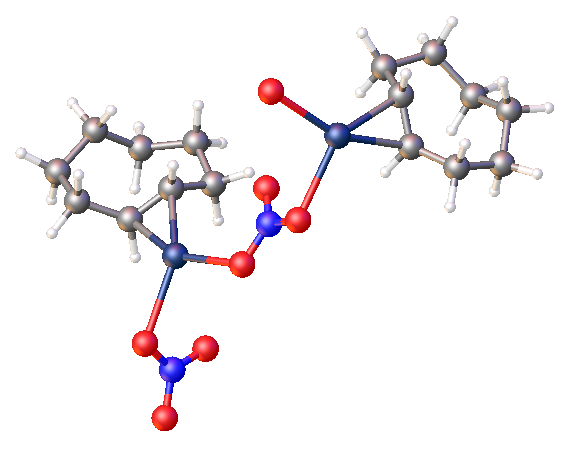
Part de l'estructura del polímer de coordinació formada a partir de nitrat de plata i trans-ciclooctè.

## Catàlisi
En la catàlisi, la plata és activa com a òxid de plata en el reordenament de Wolff. La plata també està present en altres reordenacions esquelètiques d'enllaç carboni-carboni com ara la reordenació de quadriciclà a norbornadiè, la reordenació de cubà a cuneà i la reordenació del dímer de ciclobutadiè a ciclooctatetraè.